# 외젠 부르동

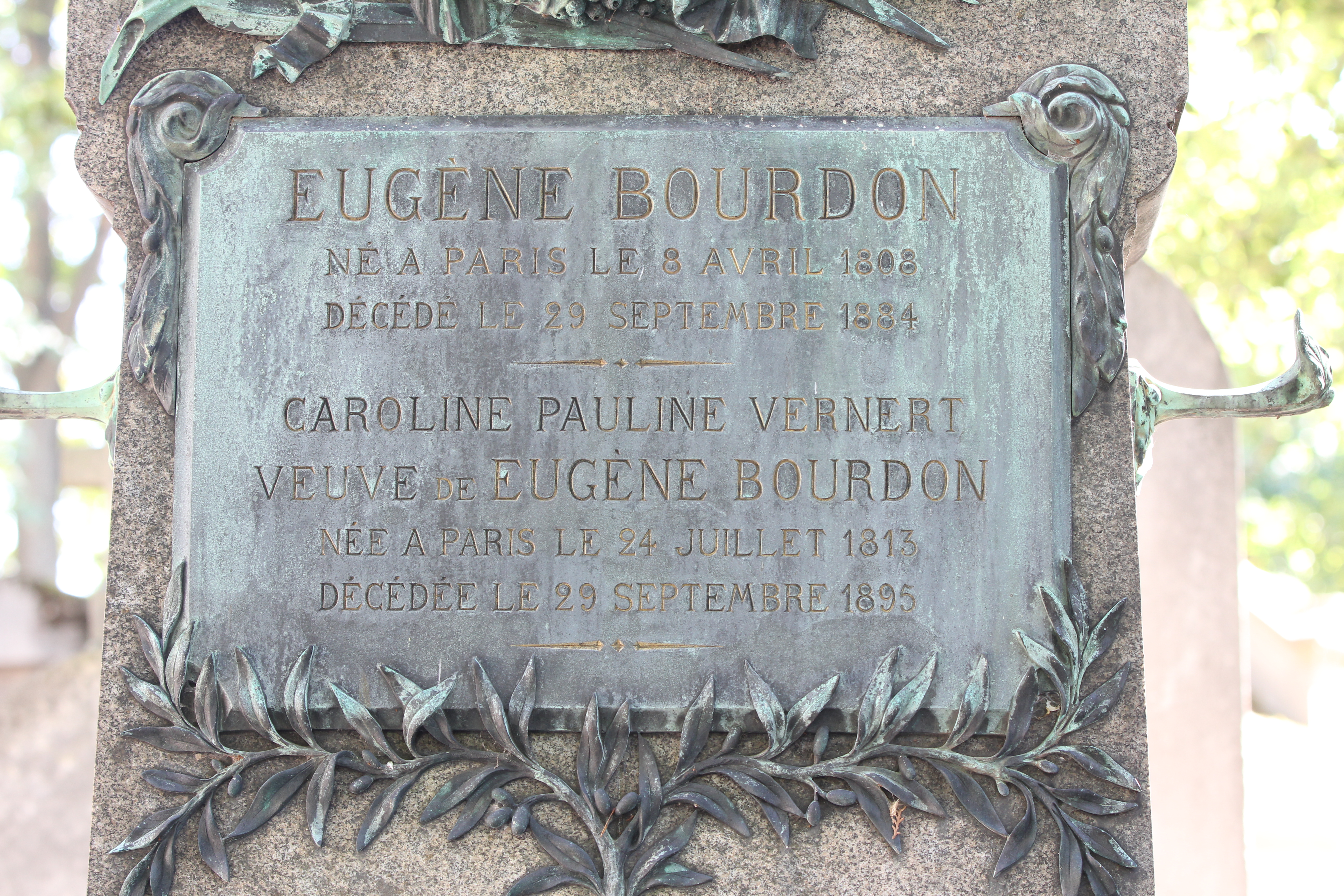
페르 라셰즈 묘지에 있는 외젠 부르동의 무덤

샤를 외젠 부르동(프랑스어: Charles Eugène Bourdon, 1808년 9월 30일 ~ 1884년 9월 29일)은 프랑스의 공학자, 발명가, 시계공이다.

## 생애
프랑스 파리에서 1808년 9월 30일에 태어난 외젠 부르동은 1830년대 초경 광학기기 제작소에서 재직하다가 1832년 자신의 과학기기 및 증기기관 모형 작업실을 설립하고, 이후 1849년 6월 18일 파리에서 수은이 아닌 금속 튜브를 사용해 C자형 금속관이 내부압력에 따라 변형되는 원리를 이용한 부르동 튜브 압력계의 특허를 받아 이를 펠릭스 리샤르 공장의 면허로 제조하게 했으며, 이 발명으로 같은 해 파리 만국박람회에서 금메달을, 1851년 런던 만국박람회에서 의회 메달을 공유 수상하고 레지옹 도뇌르 훈장을 받았으며, 이후에도 시계, 속도계, 진공펌프 등 다양한 과학기기 제작에 기여한 그는 1884년 9월 29일 자신이 설계한 풍속계 실험 도중 추락해 76세의 나이로 사망하여 파리 페르 라셰즈 묘지에 묻혔고, 그의 이름을 딴 튜브 압력계는 오늘날까지도 전 세계 산업 현장에서 널리 사용되고 있다.

## 같이 보기
- 공학
- 시계